# Jan Sztolcman
Jan Stanisław Sztolcman (ur. 19 listopada 1854 w Warszawie, zm. 29 kwietnia 1928 tamże) – polski zoolog, podróżnik, ornitolog, myśliwy i naukowiec.

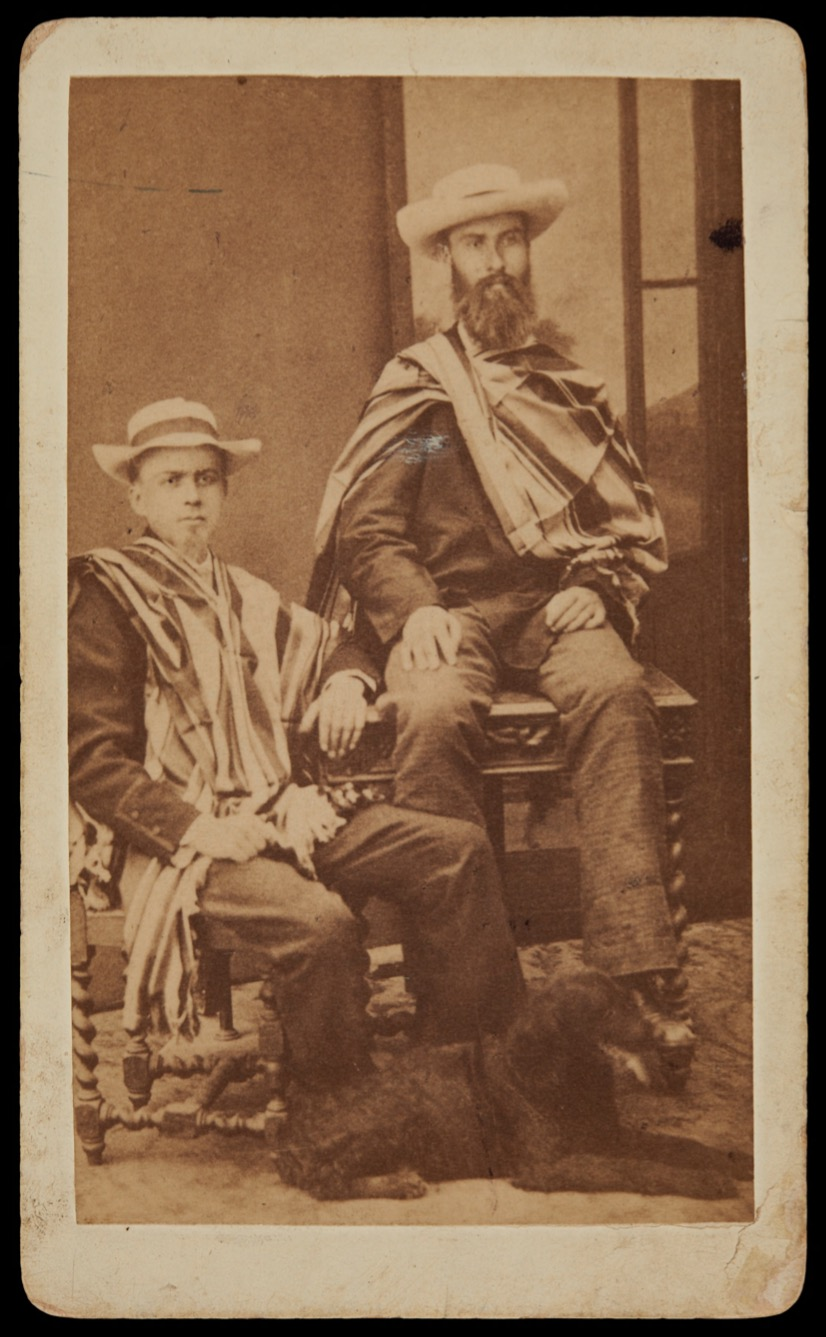
Jan Sztolcman (po lewej) z geologiem Józefem Siemiradzkim i swoim psem Dżokiem, Ekwador (1883)

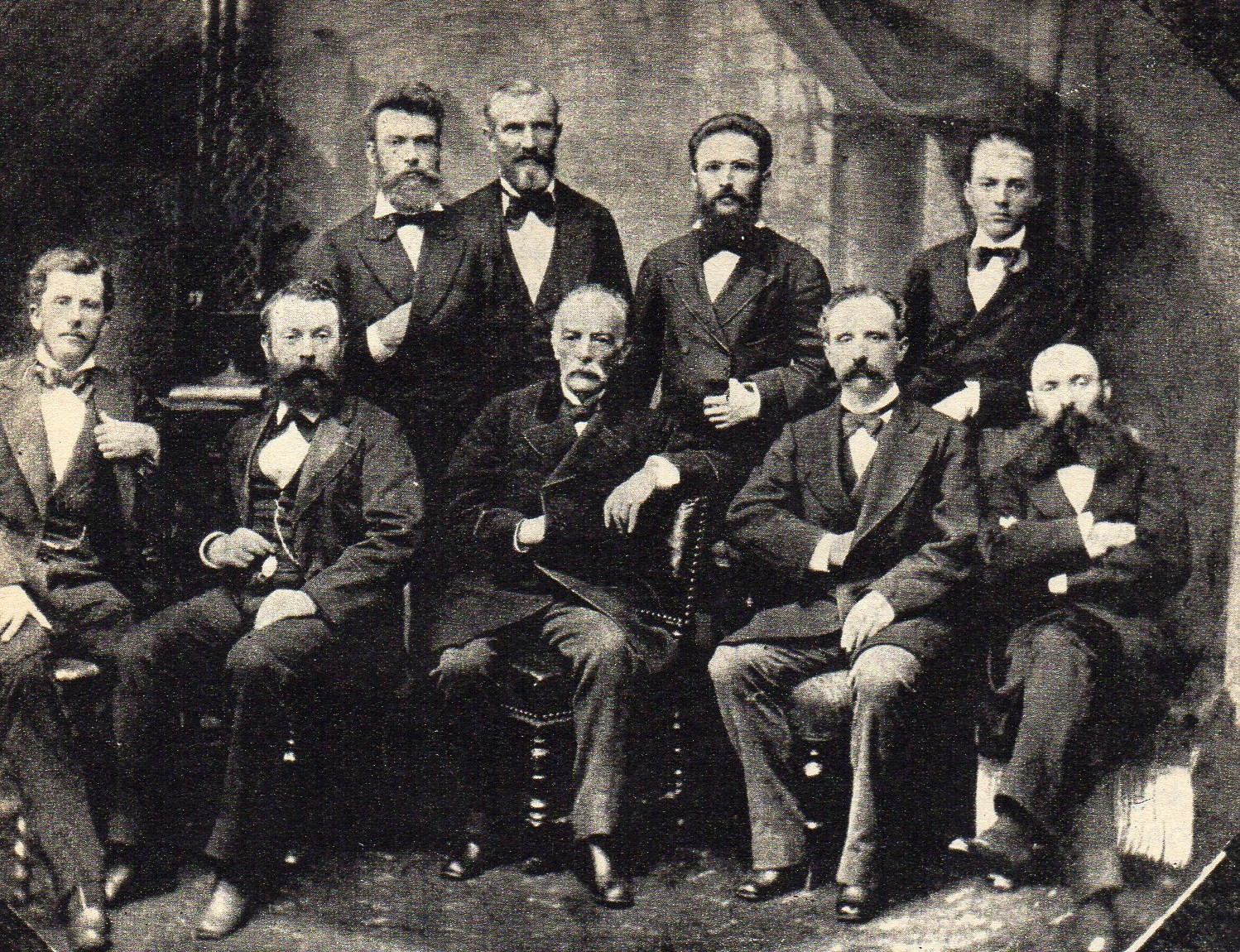
Z grupą polskich inżynierów, od lewej siedzą: Tadeusz Stryjeński, Władysław Folkierski (ojciec), Ernest Malinowski, Edward Jan Habich, Leonard Laskowski, a stoją: Ksawery Wakulski, Aleksander Babiński, Władysław Kluger (inżynier), Jan Sztolcman, Peru (1874)

## Życiorys
W 1872 r. rozpoczął studia zoologiczne na Cesarskim Uniwersytecie Warszawskim. W tym samym roku związał się z Gabinetem Zoologicznym w Warszawie, będącym ważnym ośrodkiem prac naukowych skupiającym krajowych, jak i zagranicznych naukowców. Ówczesnym opiekunem Gabinetu był Władysław Taczanowski, a mecenat finansowy sprawowali hr. Aleksander i Konstanty Braniccy.
W trakcie studiów Jan Sztolcman został asystentem Taczanowskiego, pomagając mu w porządkowaniu zbiorów entomologicznych i w preparowaniu ptaków.
Po rezygnacji zoologa Konstantego Jelskiego (1837–1896) ze współpracy z Gabinetem Zoologicznym, Sztolcman przerwał studia i 24 sierpnia 1875 r. wyjechał w podróż do Peru. Po drodze zatrzymał się na krótki okres w Montevideo, Valparaíso, Antofagaście, Aricy i Callao. Placówką i zarazem bazą wypadową organizowanych wypraw zoologicznych stała się dla niego Lima.
Wyprawy badawcze obejmowały rejony Cumbote, Tumbes, tereny Ekwadoru, okolice Pascamayo, Cutervo, Chota oraz doliny rzeki Marañón, gdzie odkrył cztery nowe gatunki ptaków, opisane później w Pamiętnikach Londyńskiego Towarzystwa Zoologicznego.
W 1881 roku Sztolcman zakończył badania i powrócił do Europy, by już w następnym roku wyjechać do Ekwadoru. Tu razem z Józefem Siemiradzkim (geologiem i paleontologiem, autorem późniejszych relacji z tej podróży), zamieszkał w Guayaquilu, skąd wyruszał na wyprawy w głąb kraju badając faunę i florę tej części Ameryki. W Guayaquil, bazie wypadowej, Sztolcman i Siemiradzki spotkali się z Ernestem Malinowskim polskim inżynierem i budowniczym kolei. Razem, ci najbardziej zasłużeni badacze Ameryki Południowej, spędzili wspólnie wigilię 1882 roku.
W 1884 r. Jan Sztolcman powrócił do Warszawy, gdzie w 1887 r. objął kierownictwo Muzeum Zoologicznego Branickich, przekształconego w 1919 r. po połączeniu z Gabinetem Zoologicznym w Państwowe Muzeum Zoologiczne. W nowej placówce pełnił funkcję wicedyrektora. Tutaj uzyskał tytuł docenta oraz profesora geologii i paleontologii. Był działaczem łowiectwa, założycielem (1899) i redaktorem „Łowca Polskiego”. Był również aktywnym działaczem ochrony przyrody i od 1926 r. członkiem Państwowej Rady Ochrony Przyrody. Zmarł w Warszawie w 1928 r.
W roku 1901 był uczestnikiem wyprawy badawczej do Sudanu w dorzecze Białego Nilu.
Pochowany na Cmentarzu w Wilanowie (kw.9).

## Działalność naukowa
Jan Sztolcman jako jeden z pierwszych zoologów i Polaków opisał m.in. kolibry (Loddigesia mirabilis) żyjące w dolinach Kordylierów. Podczas swoich podróży, prócz opisywania różnych gatunków fauny i flory, wiele uwagi poświęcił na opisaniu ludności indiańskiej napotykanej podczas swoich wypraw. Najbardziej interesowały go plemiona zamieszkujące peruwiańskie wybrzeża i okolicy miasta i pustyni Sechura – Indianie Yunka oraz wybrzeży Ekwadoru – Indianie Tumbez. W relacjach zoologa znaleźć można również opisy innych plemion, Indian Jiwaro, zamieszkujących sierrę peruwiańską, Indian Aguaruna i Cashibo oraz mieszkańców selwy peruwiańskiej.
Jan Sztolcman od 1924 r. prowadził wykłady z łowiectwa w warszawskiej Szkole Głównej Gospodarstwa Wiejskiego. Był inicjatorem programu ochrony żubra. W maju 1923 r. na Międzynarodowym Kongresie Ochrony Przyrody w Paryżu jako delegat Państwowej Komisji Ochrony Przyrody przedstawił polski projekt ratowania gatunku opierający się na doświadczeniach Ligi Ochrony Bizona Amerykańskiego.

## Twórczość
Jan Sztolcman jest autorem 367 prac naukowych. Swoje prace naukowe publikował w Polsce oraz we Francji, Anglii, Niemczech oraz Rosji.
- Nad Nilem Niebieskim(1902) – książka w formie reportażu.
- Ornitologia łowiecka (1905), Peru
- Peru: wspomnienia z podróży (tom 1, tom 2, 1912)
- Łowiectwo (1918)
- Przemówienie Jana Sztolcmana i Roberta de Clermont na Międzynarodowym Kongresie Ochrony Przyrody w Paryżu (1923)
- Żubr, jego historia, obyczaje i przyszłość (1926)
- O dymorfizmie płciowym – polemika z poglądami Karola Darwina.
- Szkice ornitologiczne (1916)
- Czwarty Polak za Kordylierami wyd. Krajowa Agencja Wydawnicza 1982

## Upamiętnienie
Nazwiskiem badacza nazwano wiele gatunków ptaków i zwierząt. Wśród ornitologów znane są Phoenicothraupis stolzmanni, Colaptes stolzmanni, Catharus dryas stolzmanni oraz nazwa ssaka Mustela stolzmanni. W miejscowości Sośnie w województwie wielkopolskim jedna z ulic nosi nazwę Jana Sztolcmana.